# 比格倫
比格倫是瑞士的城鎮，位於該國中部，由伯恩州負責管轄，面積3.59平方公里，海拔高度739米，2011年人口1,744，八成人口信奉基督教，人口密度每平方公里486人。